# إدارة أتاكورا
إدارة أتاكورا هي واحدة من إدارات بنين الإثني عشر عاصمتها هي ناتيتانغو. تحدها دولة توغو من الغرب وبوركينا فاسو من الشمال وإدارات أليبوري وبورغو ودونغا. أُقتطع جزء من الأراضي الجنوبية لإدارة أتاكورا لتشكيل إدارة دونغا في عام 1999.

## الجغرافيا

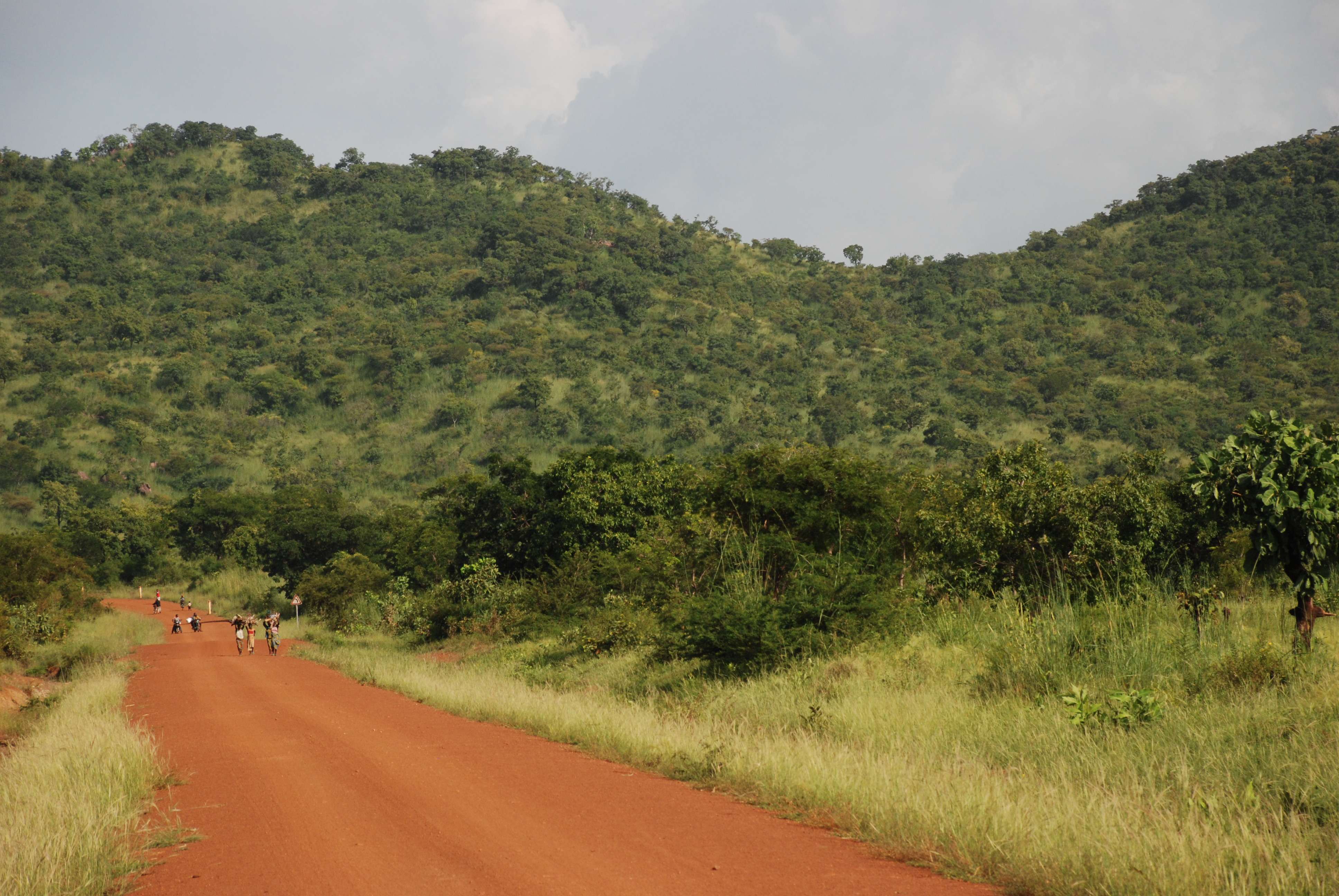
طريق غير ممهد في أتاكورا بالقرب من الحدود مع توغو

تقع إدارة أتاكورا في شمال غرب بنين، تحدها بوركينا فاسو من الشمال وإدارتي أليبوري وبورغو من الشرق وإدارة دونغا من الجنوب وتوغو من الغرب. يجري في الإدري نهري ميكرو وأوتي روافد نهر النيجر.
يوجد في الإدارة جزء من سلسلة جبال أتاكورا، التي تتميز بوجود العديد من المناطق الرطبة الضحلة والمستنقعات. كما يوجد في أتاكورا الجزء الأكبر من حديقة بيندجاري الوطنية وهي أبرز معالمها الطبيعية.

## المناخ
تهطل أمطار الولاية البالغة حوالي 1200 ملم (47 بوصة) في موسم واحد يمتد من مايو إلى سبتمبر، بينما تتلقى المناطق الجنوبية موسمين الأمطار من مارس إلى يوليو ومن سبتمبر إلى نوفمبر. وتهب على الإدارة الرياح الموسمية من الشمال الشرقي من ديسمبر حتى مارس.

## السكان
| التعداد الديني            | التعداد الديني            | التعداد الديني | التعداد الديني | التعداد الديني |
| ------------------------- | ------------------------- | -------------- | -------------- | -------------- |
|                           |                           |                |                |                |
| الإسلام                   | الإسلام                   |                | 26.9%          | 26.9%          |
| الميثودية                 | الميثودية                 |                | 1.8%           | 1.8%           |
| فودو                      | فودو                      |                | 6.3%           | 6.3%           |
| كاثوليك                   | كاثوليك                   |                | 20.7%          | 20.7%          |
| مسيحي آخر                 | مسيحي آخر                 |                | 4%             | 4%             |
| الديانات التقليدية الأخرى | الديانات التقليدية الأخرى |                | 18%            | 18%            |
| أخرى                      | أخرى                      |                | 2%             | 2%             |

بلغ مجموع سكان الإدارة 772,262 نسمة (منهم 380,448 ذكور و391,814 إناث) في تعداد 2013. نسبة سكان الريف منهم 62.80٪ ونسبة سكان الحضر 37.20٪. وبلغت نسبة النساء في سن الإنجاب (15 إلى 49 سنة) 21.80٪. وبلغ عدد السكان الأجانب 10,395 نسمة، يمثلون 1.30٪ من إجمالي عدد السكان في الإدارة. بلغ عدد الأسر 107,599 أسرة ومتوسط حجم الأسرة 7.2. ومعدل نمو السكان 3.10٪.
متوسط سن الزواج لدى النساء 19.1 ومتوسط سن الإنجاب 27.8. مجموع القوى العاملة في الإدارة 170,333 شخص، 27.20٪ منهم نساء. نسبة الأسر التي ليس لديها أي مستوى تعليمي 72.80٪ ونسبة الأسر التي لديها أطفال يذهبون إلى المدرسة 42.70٪.
تتنوع المجموعات اللغوية والعرقية في القسم، أكثر سكان الإدارة من قبائل تاماري وااما والديندي، ومن القبائل الأخرى الباريبا والبيالي والتشاكوسي (المعروفين أيضًا باسم أنوفو) والغورما واللاما والمبليم والناتيني والنجانغام والنوتري والمييوبي ويوم.

## التقسيمات الإدارية

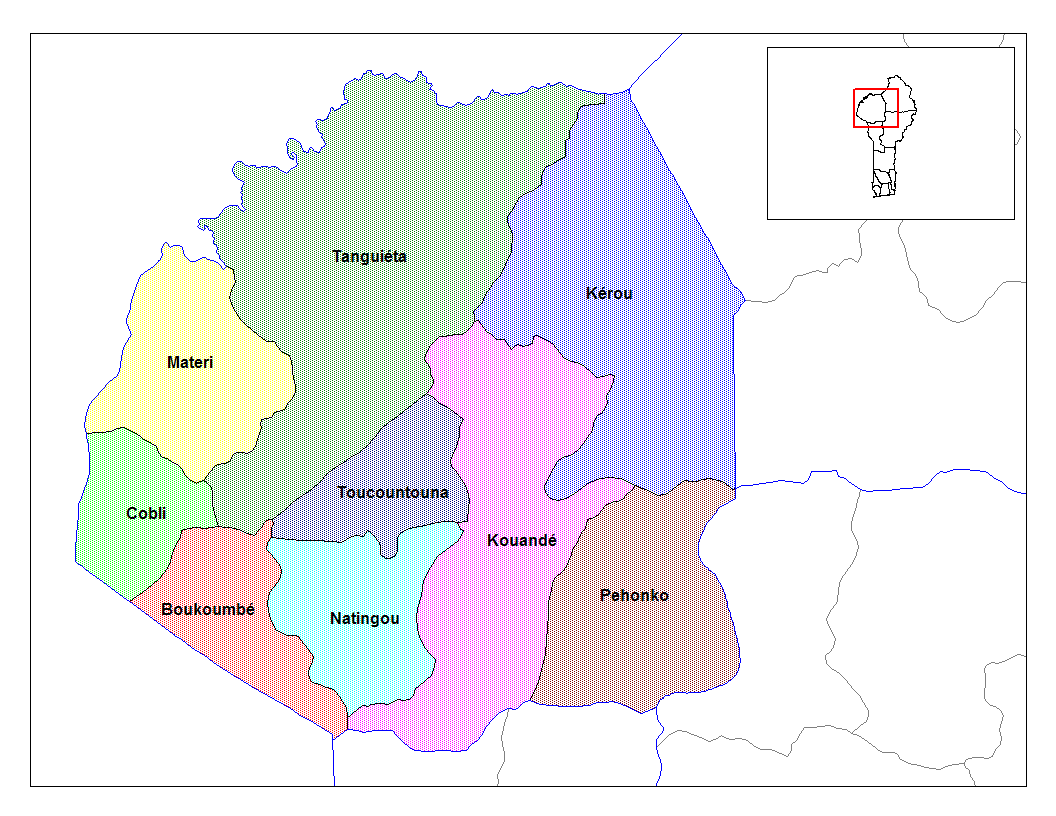
كوميونات أتاكورا

تنقسم أتاكورا إلى تسع كوميونات، تتألف الإدارة من تسع بلديات كل واحدة حول إحدى المدن الكبرى: بوكومبي وكوبلي وكيرو وكواندي وماتيري وناتينغو وبيهونكو وتانغيتا وتوكونتونا. أجريت الانتخابات الأخيرة لمجالس الإدارات في مايو 2020، أثناء جائحة فيروس كورونا.